# Mittenothamnium langsdorffii
Mittenothamnium langsdorffii là một loài Rêu trong họ Hypnaceae. Loài này được (Hook.) Cardot mô tả khoa học đầu tiên năm 1913.